# Heterusia coliadata
Heterusia coliadata là một loài bướm đêm trong họ Geometridae.